# Åbosjön
Die Åbosjön ist ein See in der schwedischen Gemeinde Örnsköldsvik.

## Geographie
Der Åselån fließt vor dem Åbosjön in einem Bogen. Seine Flussrichtung ist Süden, doch er knickt auf Grund des Lillåberget nach Norden hin ab, durch den Åbosjön und dann wieder in südlicher Richtung. Ein Zufluss des Åbosjön aus nördlicher Richtung ist der Bach Byxsjöbäcken. Dieser kommt aus dem See Byxsjön, auf Deutsch Hosensee, da seine Form einer solchen ähnelt.